# Hermann Kober
Hermann Kober (ur. 1888 w Bytomiu, zm. 4 października 1973 w Birmingham) – niemiecki matematyk. 

## Życiorys
Urodził się w rodzinie żydowskiej, jego ojciec był bytomskim krawcem. Jako młody człowiek przeniósł się wraz z rodziną do Wrocławia. Studiował matematykę na uniwersytetach we Wrocławiu i Getyndze. W 1911 otrzymał tytuł doktora. Ranny podczas I wojny światowej. Od 1936 jeździł na pobyty studyjne do Cambridge. W 1939 emigrował do Wielkiej Brytanii i zamieszkał w Birmingham. 
Zajmował się m.in. analizą funkcjonalną i funkcjami specjalnymi. Opublikował m.in. Dictionary of Conformal Representations (wyd. 1944, 1948; w 1952 wydawnictwo Dover Publications wydało go w jednym tomie).